# Дарго

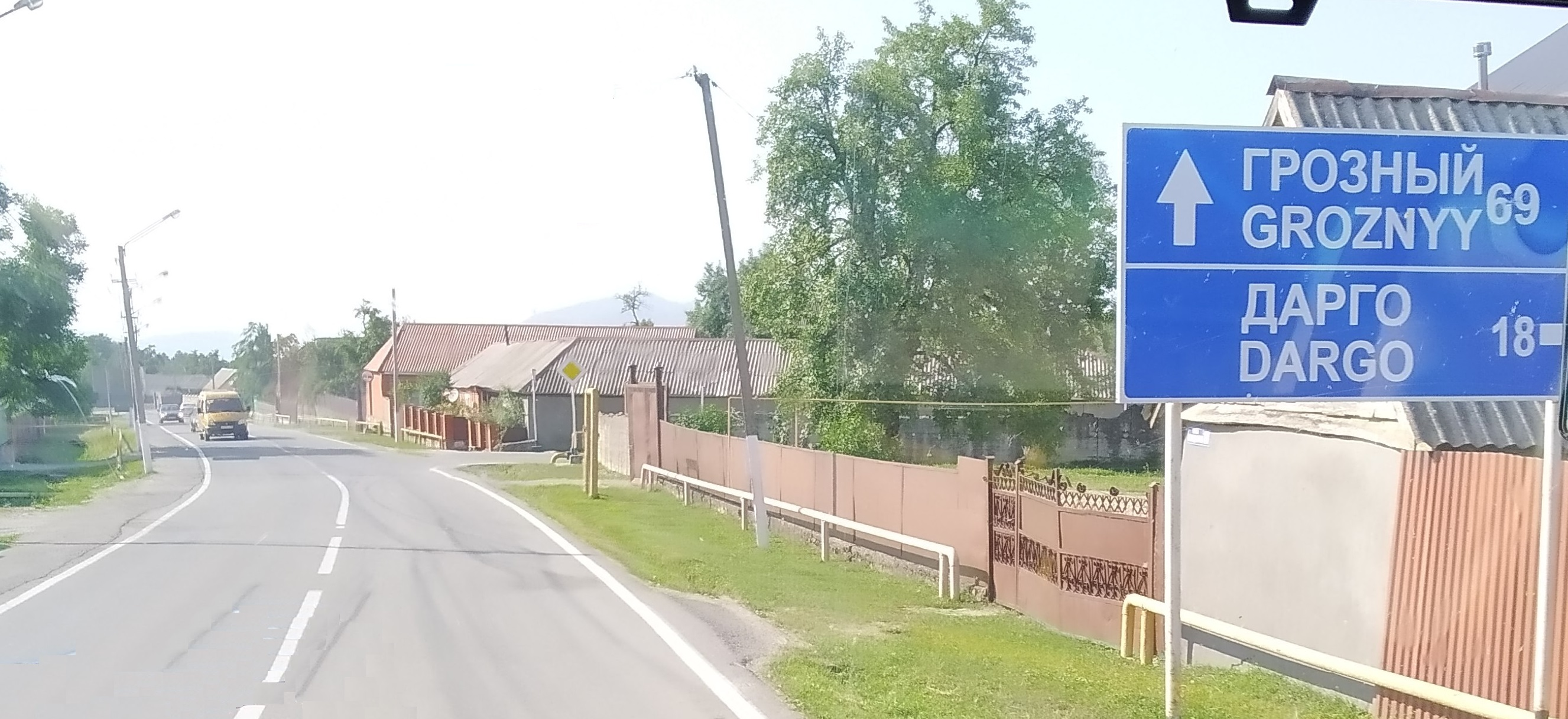
Указатель на Дарго

Дарго́ (чечен. ДаьргӀа) — село в Веденском районе Чеченской Республики. Административный центр Даргойского сельского поселения.

## География
Село расположено на правом берегу реки Аксай (чечен. Ясси), напротив села Белгатоя, в 20 км к востоку от районного центра Ведено.
Ближайшие населённые пункты: на северо-востоке — сёла Корен-Беной и Гуржи-Мохк, на западе — село Джани-Ведено, на востоке — село Беной-Ведено, на северо-западе — село Белгатой.

## История
Селение основано в 1800 году, выходцами из чеченского тайпа белгатой, которым под натиском кочевников пришлось уйти в горы. Они основали недалеко друг от друга несколько селений, наиболее крупными из которых явились Белгатой и Дарго. В основу названия села Дарго легло чеченское слово ДаьргӀа, которое в русской транскрипции превратилось в «Дарго».
Изначально на месте селения находились сенокосные и пахотные участки жителей соседнего Белгатоя. Позже часть белгатойцев стала жить здесь на постоянной основе, первым переселенцем называется белгатоевец Хоза из рода Альбахат.
В середине XIX века являлась столицей Северо-Кавказского имамата — теократического исламского государства, существовавшего на территории Дагестана и Чечни в 1829—1859 годах.
Дарго основано в 1840 году. В документе говорится о переходе имама Шамиля из Нового Дарго в горную область, по мнению автора Новое Дарго — селение он построил на территории Ведено, в источниках также упоминается аул Старое Дарго. И. А. Асхабов пишет, что село было основано чеченским тайпом белгатой. Дарго расположено в долине реки Аксай. Жители Дарго издревле славились как знаменитые оружейники. Известно, что имам Шамиль в своё время освободил жителей аула Дарго от воинских повинностей с тем, чтобы они постоянно занимались изготовлением как холодного, так и огнестрельного оружия. В основе топонима лежит иранское «длинный», «долгий» или даргинское — «оружейники». Российский историк Н. Г. Волкова сообщает, что в Дарго в основном проживают представители тайпа Белгатой. Также она утверждает, что в горной Ичкерии ей удалось зафиксировать лишь одну фамилию, по происхождению куьпчий (даргинцы), живущую в настоящее время в селе Дарго. Аркадий Гольдштейн считал, что Дарго сопоставляется с этнонимом даргинцев из Дагестана.
Весной 1842 года командование российского Отдельного Кавказского корпуса решило нанести сокрушительный удар по главному опорному пункту имама Шамиля — крепости Дарго. Возглавил экспедиционный отряд генерал-адъютант Павел Граббе. Однако отряду не удалось дойти до крепости, из-за тяжёлых потерь Граббе вынужден был отступить.
В 1844—1845 годах началось массовое переселение даргинских мюридов в имамат, известно что даргинцы также поселились в Дарго.
До 1845 года являлось резиденцией имама Шамиля, но после отчаянного сопротивления, была взята русской армией под командованием графа Воронцова, получившего за это княжеский титул. Горцы сожгли этот аул, но позже Шамиль перенёс свою резиденцию в западную часть Ичкерии; новый лагерь был назван «Новое Дарго» (Дарго-Ведено).

…Герзийн пхъалгӀанаш лаьттина меттиг «Место, где стояли оружейные мастерские» — на южной стороне от предполагаемого места нахождения резиденции имама Шамиля. Здесь в основном производился ремонт оружия, где мастерами-оружейниками были как русские, так и чеченцы и даргинцы…— 
Осенью 1919 года был создан Северо-Кавказский эмират, просуществовавший до марта 1920 года. В ауле Дарго чеканились монеты эмирата.
В период с 1944 по 1958 год, после депортации чеченцев и ингушей и ликвидации Чечено-Ингушской АССР, село носило название Циябросо, входило в состав Веденского района ДАССР и было заселено аварцами из соседнего Дагестана.
После восстановления Чечено-Ингушской АССР, селу было возвращено его прежнее название, а аварцы, проживавшие в селе, были переселены в село Советское Хасавюртовского района Дагестана.

## Население
| 1990  | 2002  | 2010  | 2012  | 2013  | 2014  | 2015  |
| ----- | ----- | ----- | ----- | ----- | ----- | ----- |
| 2255  | ↘1190 | ↗2160 | ↗2211 | ↗2220 | ↗2249 | ↗2291 |
| 2016  | 2017  | 2018  | 2019  | 2020  | 2021  | 2023  |
| ↗2320 | ↗2358 | ↗2394 | ↗2435 | ↗2472 | ↘2302 | ↗2425 |
| 2024  |       |       |       |       |       |       |
| ↗2458 |       |       |       |       |       |       |

Национальный состав
По данным Всероссийской переписи населения 2010 года:
| Народ               | Численность, чел. | Доля от всего населения, % |
| ------------------- | ----------------- | -------------------------- |
| чеченцы             | 2120              | 98,15 %                    |
| другие / не указано | 40                | 1,85 %                     |
| всего               | 2160              | 100,00 %                   |

## Известные уроженцы
- Джаватхан Даргоевский — чеченский полководец XIX века.
- Хатат — наиб имама Шамиля.
- Базала — мастер оружейного дела[38].
- Ханапи — мастер оружейного дела[38].
- Косум-Хаджи Сатабаев (1855—1918) религиозный и общественный деятель. С марта 1917 г. избран комиссаром 2-го (Ножай-Юртовского) участка Веденского округа Терской области.[39]

## В литературе
Л. Н. Толстой в своём рассказе «Рубка леса» упоминает аул Дарго.

## Галерея

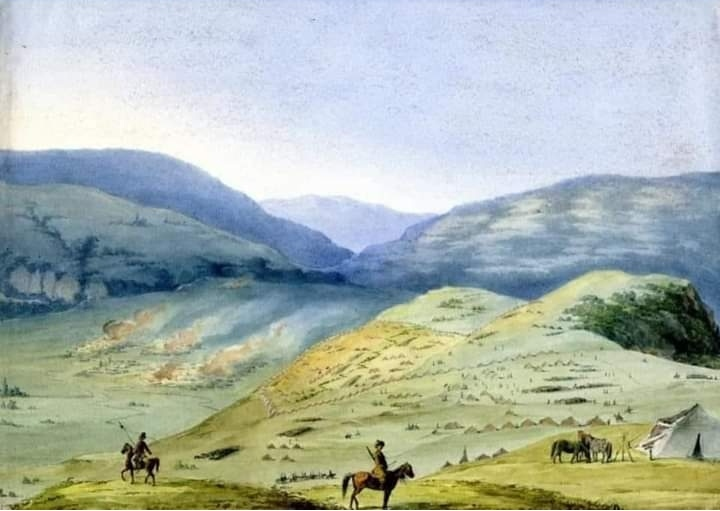
Лагерь в Чечне. Дарго. Художник В. В. Фохт[40] 1840-е годы.
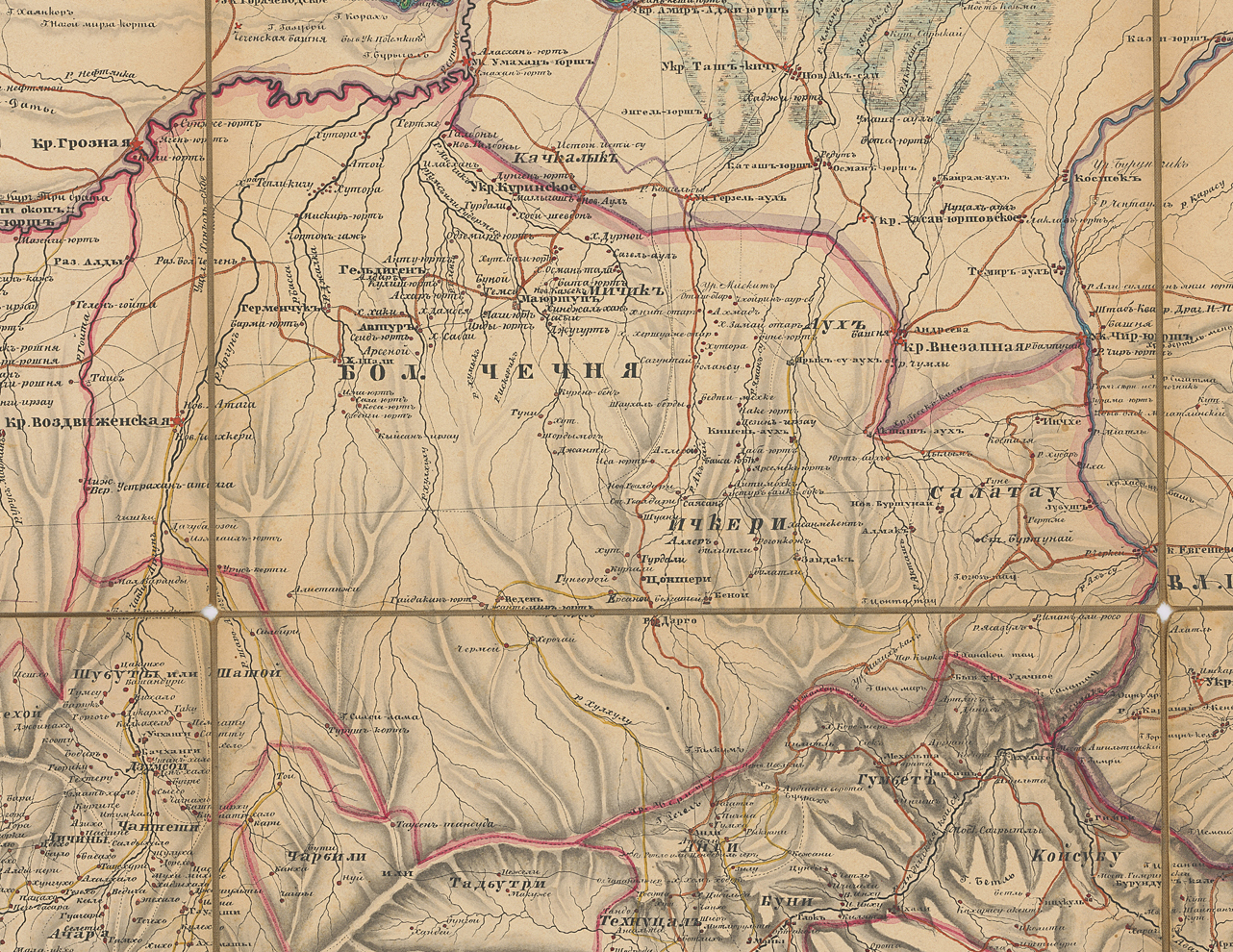
Дарго на карте Большой Чечни 1847 г.
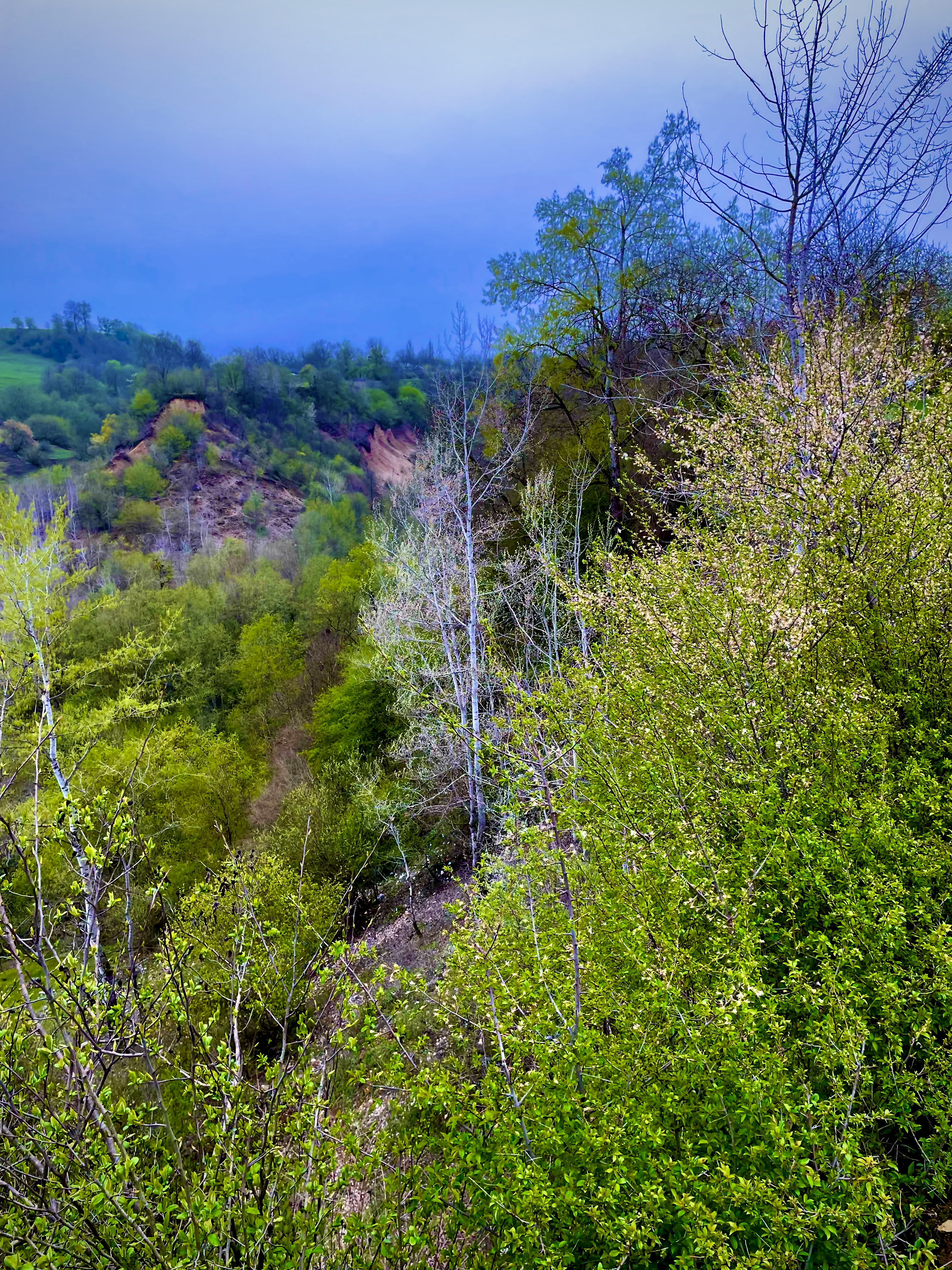
Дарго. Долина Шовдан-Ин где шли ожесточенные бои во время Даргинского похода
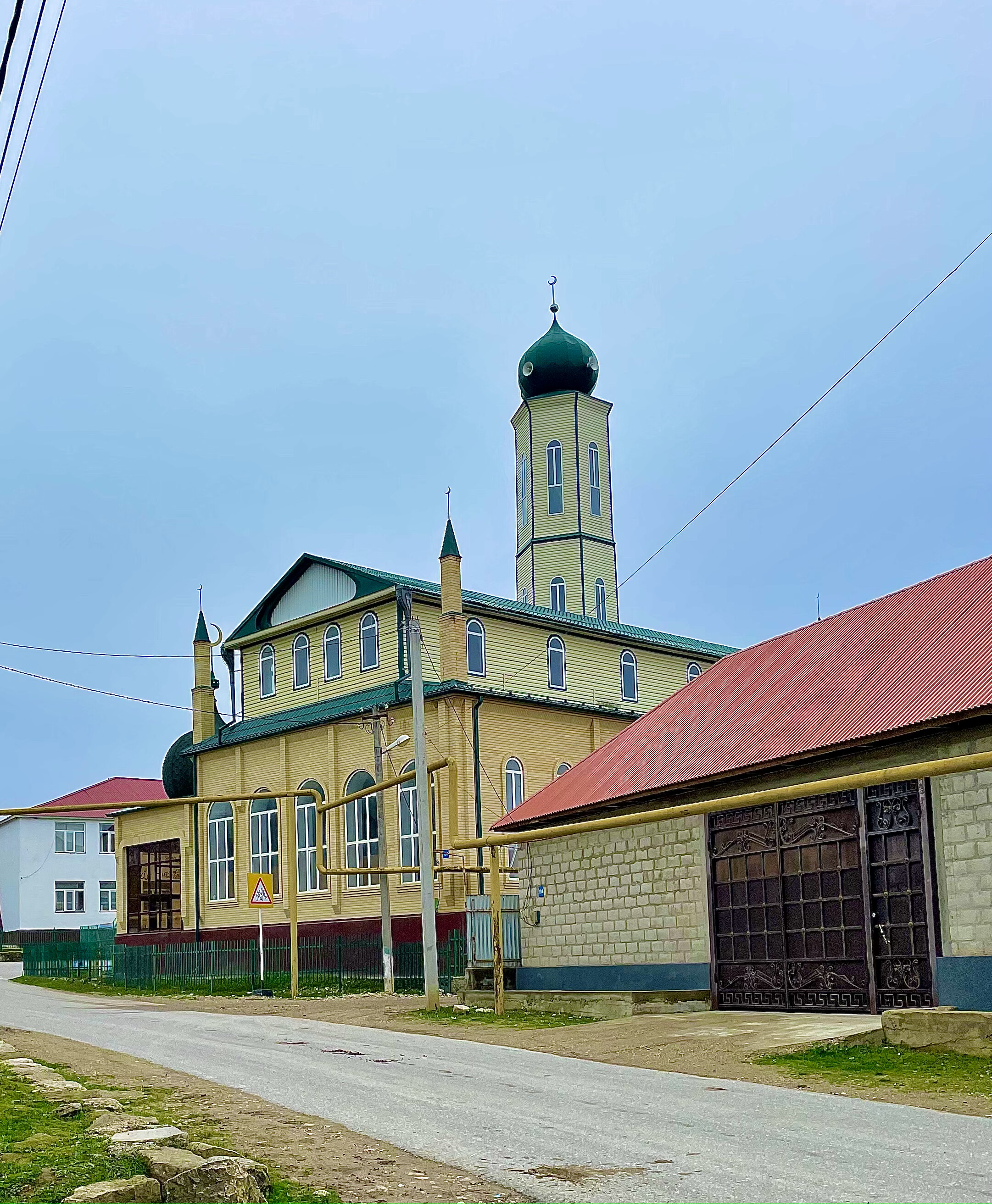
Мечеть в Дарго
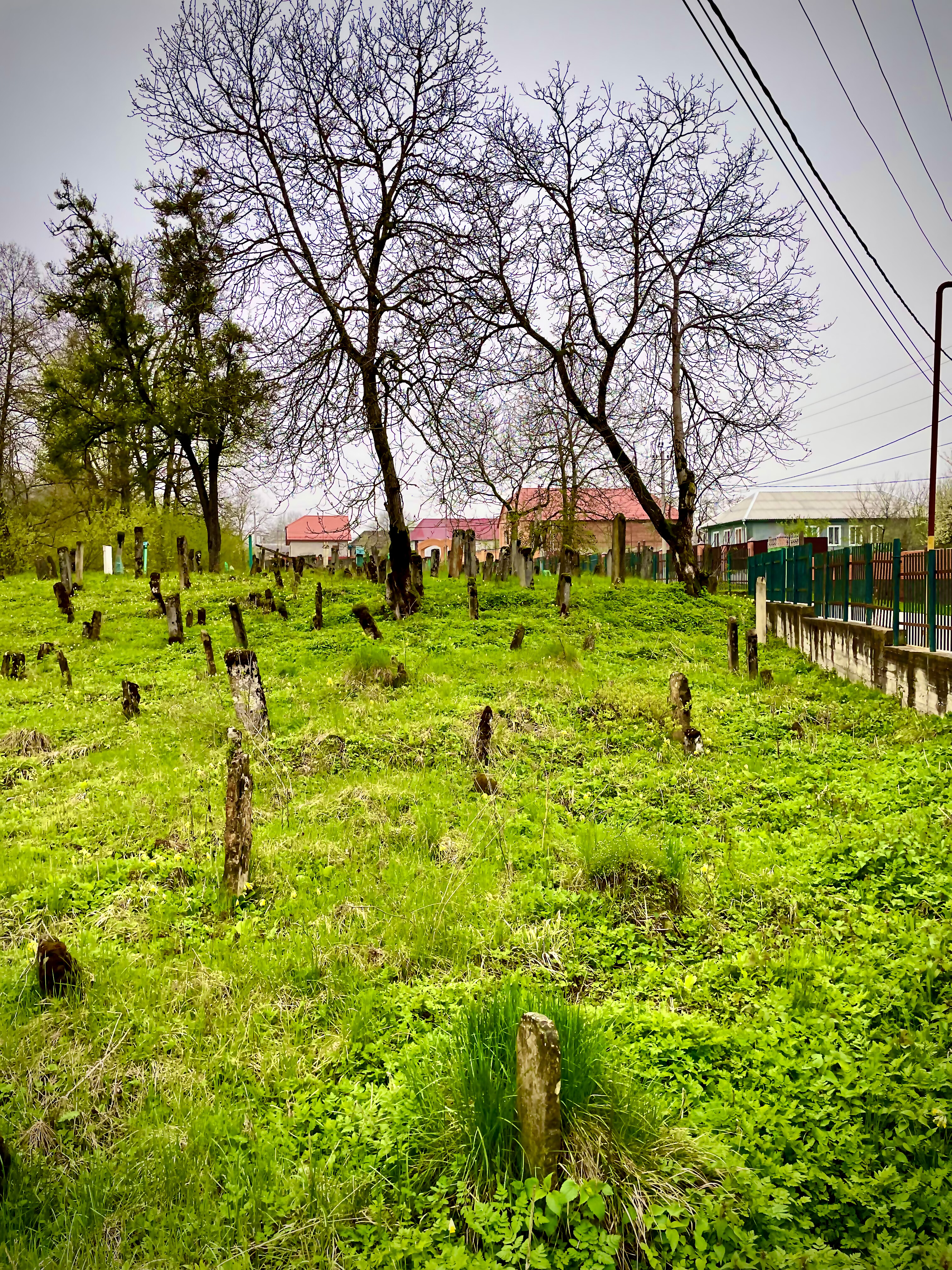
Клабдище Лахар кешнаш.